# Kubo Won't Let Me Be Invisible
Kubo Won't Let Me Be Invisible (久保さんは僕を許さない, Kubo-san wa Mobu wo Yurusanai) est un seinen manga écrit et dessiné par Nene Yukimori. Il est prépublié dans le magazine Weekly Young Jump de l'éditeur Shūeisha entre le 24 octobre 2019 et le 2 mars 2023.
Une adaptation en anime, produite par Pine Jam, est diffusée entre le 10 janvier et le 20 juin 2023. En France, elle est diffusée dès le 31 janvier 2023 sur ADN.

## Synopsis
Shiraishi est un garçon qui est souvent invisible aux yeux du monde, à l'exception de sa camarade de classe Nagisa Kubo. Celle-ci le remarque toujours et s'amuse à effectuer des expériences pour connaître à quel point Shiraishi est invisible.

## Personnages
Nagisa Kubo (久保 渚咲, Kubo Nagisa)
Voix japonaise : Kana Hanazawa
Junta Shiraishi (白石 純太, Shiraishi Junta)
Voix japonaise : Kengo Kawanishi
Akina Kubo (久保 明菜, Kubo Akina)
Voix japonaise : Miku Itō
Saki Kubo (久保 沙貴, Kubo Saki)
Voix japonaise : Sora Amamiya
Hazuki Kudō (工藤 葉月, Kudō Hazuki)
Voix japonaise : Ai Kakuma (en)
Tamao Taira (平 玉緒, Taira Tamao)
Voix japonaise : Ayana Taketatsu
Yoshie Shiraishi (白石 由恵, Shiraishi Yoshie)
Voix japonaise : Mamiko Noto
Seita Shiraishi (白石 誠太, Shiraishi Seita)
Voix japonaise : Mariya Ise
Unzen-sensei (雲仙先生)
Voix japonaise : Naoki Tatsuta

## Manga
Kubo-san wa Mobu wo Yurusanai (久保さんは僕を許さない) est écrit et illustré par Nene Yukimori. Le manga est prépublié entre le 24 octobre 2019 et le 2 mars 2023 via le magazine de prépublication de seinen manga, le Weekly Young Jump,. Par la suite, les chapitres sont rassemblés et édités dans le format tankōbon par Shūeisha avec le premier volume publié le 19 février 2020.
La série compte douze volumes tankōbon. Un chapitre épilogue, dont les événements surviennent après ceux du chapitre final, est inclus dans le douzième et dernier volume qui est sorti le 18 avril 2023. En Amérique du Nord, le manga est publié par VIZ Media depuis mai 2022.

### Liste des volumes
| no | Japonais          | Japonais          |
| no | Date de sortie    | ISBN              |
| --- | ----------------- | ----------------- |
| 1 | 19 février 2020   | 978-4-0889-1476-3 |
| Liste des chapitres : - chap. 1 : ヒロイン女子とモブ男子 (Hiroin joshi to mobu danshi) - chap. 2 : ご機嫌斜めと膝の上 (Gokigen Naname to hiza no ue) - chap. 3 : 回答権とお節介 (Kaitō-ken to osekkai) - chap. 4 : ポケットティッシュとセルフィー (Poketto tisshu to serufī) - chap. 5 : ポニーテールと制汗シート (Ponītēru to seikan shīto) - chap. 6 : 自動扉と通学路 (Jidō tobira to tsūgaku-ro) - chap. 7 : ハードラックと自宅訪問 (Hādorakku to jitaku hōmon) - chap. 8 : 朝支度と何もない日 (Asa shitaku to nanimonai-bi) - chap. 9 : 雪とホットココア (Yuki to hotto kokoa) - chap. 10 : 本屋とコンプレックス (Hon'ya to konpurekkusu) - chap. bonus 1 : 居眠り (Inemuri) - chap. bonus 2 : 身長差 (Shinchō-sa) - chap. bonus 3 : 凡者の贈り物 (Bonsha no okurimono) |                   |                   |
| 2 | 19 juin 2020      | 978-4-0889-1550-0 |
| Liste des chapitres : - chap. 11 : ゆく年とテレビ電話 (Yuku toshi to terebi denwa) - chap. 12 : 靴下と違和感 (Kutsushita to iwakan) - chap. 13 : 赤いハートと送り主 (Akai hāto to okurinushi) - chap. 14 : 料理音痴とバレンタイン・イブ (Ryōri onchi to Barentain ibu) - chap. 15 : ガールズトークと独占欲 (Gāruzutōku to dokusen yoku) - chap. 16 : 初体験と抹茶ラテ (Shotaiken to matcha rate) - chap. 17 : 早起きとイヤホンジャック (Hayaoki to iyahonjakku) - chap. 18 : ホワイトデーと感情の宛先 (Howaitodē to kanjō no atesaki) - chap. 19 : DNAとあこがれ (DNA to akogare) - chap. 20 : 眼鏡とテスト勉強 (Megane to tesuto benkyō) - chap. bonus 4 : 君の声の周波数 (Kimi no koe no shūhasū) - chap. bonus 5 : 寝癖 (Neguse) - chap. bonus 6 : 生徒手帳 (Seito techō) - chap. bonus 7 : RINE交換のあと-side。白石純太 (RINE Kōkan no ato -side。Shiraishi Junta-) - chap. bonus 8 : RINE交換のあと-side。久保渚咲 (RINE Kōkan no ato -side。Kubo Nagisa-) |                   |                   |
| 3 | 18 septembre 2020 | 978-4-0889-1654-5 |
| Liste des chapitres : - chap. 21 : 病欠と誤送信 (Byōketsu to go sōshin) - chap. 22 : 保健室と主人公 (Hoken-shitsu to shujinkō) - chap. 23 : 雨の日と帰り道 (Ame no hi to kaerimichi) - chap. 24 : 昼休みと玉子焼き (Hiruyasumi to tamago-yaki) - chap. 25 : マウントと仲良しの定義 (Maunto to nakayoshi no teigi) - chap. 26 : 赤ペンとおそろい (Aka pen to osoroi) - chap. 27 : お泊まり会と次の学年 (Otomari-kai to tsugi no gakunen) - chap. 28 : 詰め放題とお誘い (Tsume-hōdai to osasoi) - chap. 29 : 再挑戦と初成功 (Sai chōsen to hatsu seikō) - chap. 30 : お花見とハンバーグ (O hanami to hanbāgu) - chap. 31 : お花見とすれ違い (O hanami to surechigai) - chap. 32 : 新学期とクラス替え (Shin gakki to kurasu-gae) - chap. bonus 9 : 変身 (Henshin!) |                   |                   |
| 4 | 19 février 2021   | 978-4-0889-1781-8 |
| Liste des chapitres : - chap. 33 : 委員会と花壇 (Iinkai to kadan) - chap. 34 : 友達と橋渡し (Tomodachi to hashiwatashi) - chap. 35 : レモンと青春 (Remon to seishun) - chap. 36 : 黒板消しと好きな髪型 (Kokuban keshi to sukina kamigata) - chap. 37 : はじめてのおつかい (Hajimete nō tsukai) - chap. 38 : 背比べと壁ドン (Seikurabe to kabedon) - chap. 39 : 身体測定とジャージ (Shintai sokutei to jāji) - chap. 40 : 劇場版と満員電車 (Gekijō-ban to man'in densha) - chap. 41 : ナンパと上映時間 (Nanpa to jōei jikan) - chap. 42 : 無糖と砂糖 (Mutō to satō) - chap. 43 : 映画館と表情筋 (Eigakan to hyōjō-kin) - chap. 44 : 白石純太 (Shiraishi Junta) - chap. bonus 10 : にらめっこ (Niramekko) |                   |                   |
| 5 | 18 juin 2021      | 978-4-0889-2009-2 |
| Liste des chapitres : - chap. 45 : コーヒーと姉離れ (Kōhī to ane hanare) - chap. 46 : 心理テストと深層心理 (Shinri tesuto to shinsō shinri) - chap. 47 : 主役とお祝い (Shuyaku to oiwai) - chap. 48 : ラブレターと果たし状 (Raburetā to hatashijō) - chap. 49 : 下着と色選び (Shitagi to iro erabi) - chap. 50 : 夏服と防御力 (Natsufuku to bōgyo-ryoku) - chap. 51 : 制汗シートと同じ香り (Seikan shīto to onaji kaori) - chap. 52 : 公園とシロツメクサ (Kōen to shirotsumekusa) - chap. 53 : 純太とお母さん (Junta to okāsan) - chap. 54 : 体育祭と参加種目 (Taiikumatsuri to sanka shumoku) - chap. 55 : 自主練と二人三脚 (Jishu neri to nininsankyaku) - chap. 56 : 浪漫と仲良しパワー (Rouman to nakayoshi pawā) - chap. bonus 11 : 入学祝い (Nyūgaku iwai) |                   |                   |
| 6 | 17 septembre 2021 | 978-4-0889-2073-3 |
| Liste des chapitres : - chap. 57 : 全力と悔根 (Zenryoku to Kuyakon) - chap. 58 : 競争と青春 (Kyōsō to seishun) - chap. 59 : テストと部屋掃除 (Tesuto to heya sōji) - chap. 60 : 部屋とニ人 (Heya to ni nin) - chap. 61 : 忘れ物と隣の席 (Wasuremono to tonari no seki) - chap. 62 : テストと背伸び (Tesuto to senobi) - chap. 63 : 夜更かしと部屋着 (Yofukashi to heyagi) - chap. 64 : 雨ふりとお泊まり (Amefuri to o tomari) - chap. 65 : 睡魔と放課後 (Suima to hōkago) - chap. 66 : 距離感と友達 (Kyori-kan to tomodachi) - chap. bonus 12 : 久保さんは僕を許さない the first take (読切版) (Kubo-san wa Mobu wo Yurusanai the first take (Yomikiri-ban)) |                   |                   |
| 7 | 19 novembre 2021  | 978-4-0889-2118-1 |
| Liste des chapitres : - chap. 67 : 林間学校とバス (Rinkan gakkō to basu) - chap. 68 : カレーと料理上年 (Karē to Ryōri jōzu) - chap. 69 : 肝試しとホラー (Kimodameshi to horā) - chap. 70 : 不安と信頼 (Fuan to shinrai) - chap. 71 : 不甲斐なさと心強さ (Fugaina-sa to shin tsuyo-sa) - chap. 72 : 山登りと小さな願い (Yamanobori to chīsana negai) - chap. 73 : バスと夏 (Basu to natsu) - chap. 74 : 夏とスカートの中 (Natsu to sukāto no naka) - chap. 75 : しゃっくりとびっくり (Shakkuri to bikkuri) - chap. 76 : 声と文字 (Koe to moji) - chap. 77 : アイスといいことカード (Aisu to Ī koto kādo) - chap. 78 : 期末試験と緊急事想 (Kimatsu shiken to kinkyū jitai) - chap. bonus 13 : 雲仙先生 (Unzen sensei) |                   |                   |
| 8 | 18 février 2022   | 978-4-0889-2214-0 |
| Liste des chapitres : - chap. 79 : 努力と結果 (Doryoku to kekka) - chap. 80 : ボーンヘッドと夏休 (Bōnheddo to natsuyasumi) - chap. 81 : 花壇と炭酸 (Kadan to tansan) - chap. 82 : アルバイトと水着選び (Arubaito to mizugi erabi) - chap. 83 : 海の家と久保さん問題 (Umi no ie to Kubo-san mondai) - chap. 84 : 砂浜と塩水 (Sunahama to ensui) - chap. 85 : 岩陰と背中 (Iwakage to senaka) - chap. 86 : チョコレートと寝室 (Chokorēto to shinshitsu) - chap. 87 : 酔いと寄り (Yoi to yori) - chap. 88 : みんなとグループ通話 (Min'na to gurūpu tsūwa) - chap. 89 : シャボン玉とカクテル光線 (Shabondama to kakuteru kōsen) - chap. 90 : 贈り物と男子二人 (Okurimono to danshi futari) |                   |                   |
| 9 | 18 mai 2022       | 978-4-0889-2299-7 |
| Liste des chapitres : - chap. 91 : 待ち合わせとケーキ (Machiawase to kēki) - chap. 92 : プリクラとプレゼント (Purikura to purezento) - chap. 93 : 帰り道とタイミング (Kaerimichi to taimingu) - chap. 94 : 夜と手紙 (Yoru to tegami) - chap. 95 : 前髪とおでこ (Maegami to odeko) - chap. 96 : 教室とチョークアート (Kyōshitsu to chōkuāto) - chap. 97 : 浴衣と花火大会 (Yukata to hanabi taikai) - chap. 98 : 屋台と人混み (Yatai to hitogomi) - chap. 99 : 迷子と捜索 (Maigo to sōsaku) - chap. 100 : 晩夏と花火 (Banka to hanabi) - chap. 101 : 帰路と絆創膏 (Kiro to bansōkō) - chap. 102 : 宿題と思い出 (Shukudai to omoide) |                   |                   |
| 10 | 16 septembre 2022 | 978-4-0889-2432-8 |
| Liste des chapitres : - chap. 103 : アップルパイと明菜さん (Appuru pai to Akina-san) - chap. 104 : 新学期とあいさつ (Shin gakki to aisatsu) - chap. 105 : カこぶとニの腕 (Kako buto ninoude) - chap. 106 : 冬服とポケット (Fuyufuku to poketto) - chap. 107 : てのひらとハンドクリーム (Tenohira to handokurīmu) - chap. 108 : 母と息子 (Haha to musuko) - chap. 109 : 文化祭と適役 (Bunkasai to tekiyaku) - chap. 110 : 久保渚咲 (Kubo Nagisa) - chap. 111 : 脚光とすれ違い (Kyakkō to surechigai) - chap. 112 : 買い出しと妙案 (Kaidashi to myōan) - chap. 113 : ロミオとジュリエット (Romio to Jurietto) - chap. 114 : 文化祭とお化け屋敷 (Bunkasai to obakeyashi) - chap. 115 : 待ち合わせと好きな人 (Machiawase to sukinahito) |                   |                   |
| 11 | 19 décembre 2022  | 978-4-0889-2567-7 |
| Liste des chapitres : - chap. 116 : 表彰式と結果発表 (Hyōshō-shiki to kekka happyō) - chap. 117 : 帰路と祝賀会 (Kiro to shukugakai) - chap. 118 : 考え事と自覚 (Kangaegoto to jikaku) - chap. 119 : きっかけと積み重ね (Kikkake to tsumikasane) - chap. 120 : 白石家と全員集合 (Shiraishi ie to zen'in shūgō) - chap. 121 : 人生ゲームと子だくさん (Jinsei gēmu to kodakusan) - chap. 122 : お弁当と練習の成果 (O bentō to renshū no seika) - chap. 123 : 好きな人と好きな人 (Sukinahito to sukinahito) - chap. 124 : 沙貴と渚咲 (Saki to Nagisa) - chap. 125 : 視線とタイプ (Shisen to taipu) - chap. 126 : 修学旅行と自由行動 (Shūgakuryokō to jiyū kōdō) - chap. 127 : 二人きりと意気地なし (Futarikiri to ikuji nashi) - chap. 128 : 返事とにこにこ (Henji to nikoniko) - chap. 129 : 報告と計画 (Hōkoku to keikaku) |                   |                   |
| 12 | 18 avril 2023     | 978-4-0889-2662-9 |
| Liste des chapitres : - chap. 130 : 新幹線と隣の席 (Shinkansen to tonari no seki) - chap. 131 : 鹿と集合写真 (Shika to shūgō shashin) - chap. 132 : お風呂とシャンプー (O furo to shanpū) - chap. 133 : 班行動と伏見稲荷 (Han kōdō to Fushimi inari) - chap. 134 : 迷子とおもかる石 (Maigo to Omokaru ishi) - chap. 135 : 捜索と協力 (Sōsaku to kyōryoku) - chap. 136 : 「いま」と「また」 (「Ima」to「mata」) - chap. 137 : 期待と不安 (Kitai to fuan) - chap. 138 : 清水寺と老夫婦 (Kiyomizu-dera to rōfūfu) - chap. 139 : ドキドキとドキドキ (Dokidoki to dokidoki) - chap. 140 : 勇気とタイミング (Yūki to taimingu) - chap. 141 : 明菜さんと沙貴ちゃん (Akina-san to Saki-chan) - chap. 142 : 言葉と信頼 (Kotoba to shinrai) - chap. 143 : 当日と教室 (Tōjitsu to kyōshitsu) - chap. 144 : ヒロインと主人公 (Hiroin to shujinkō) |                   |                   |

## Anime
Le 13 mai 2022, une adaptation en anime, produite par Pine Jam, est annoncée. Kazuomi Koga (ja) supervise la réalisation, tandis que Yūya Takahashi (ja) s'occupe du scénario, les chara-designs sont quant à eux confiés à Yoshiko Saitô, enfin Hiroaki Tsutsumi (en) compose la bande originale,. Le thème du générique de début est Dramatic Janakutemo (ドラマチックじゃなくても) par Kana Hanazawa tandis que le générique de fin est Kasuka de Tashika (かすかでたしか) par Dialogue+ (en).
L'anime est diffusé au Japon entre le 10 janvier et le 20 juin 2023, simultanément sur la plateforme Hidive en Amérique du Nord et, en France, dès le 31 janvier 2023 sur ADN. Mais elle doit être interrompue après le sixième épisode, pour reprendre le 4 avril 2023 à partir du premier épisode, en raison des effets de l'épidémie de Covid-19 sur le calendrier de production.
Par la suite, les six premiers épisodes sortent en DVD et Blu-ray, uniquement au Japon, le 26 avril 2023, et les six derniers le 28 juin 2023.

### Liste des épisodes
| No                                     | Titre français                         | Titre japonais           | Titre japonais                 | Date de 1re diffusion |
| No                                     | Titre français                         | Kanji                    | Rōmaji                         | Date de 1re diffusion |
| -------------------------------------- | -------------------------------------- | ------------------------ | ------------------------------ | --------------------- |
| 1                                      | L'héroïne et le personnage secondaire  | ヒロイン女子とモブ男子   | Hiroin joshi to mobu danshi    | 10 janvier 2023       |
| [Chapitres 1-2-3-4 - Bonus 8]          |                                        |                          |                                |                       |
| 2                                      | Manque de bol et visite                | ハードラックと自宅訪問   | Hādo rakku to jitaku hōmon     | 17 janvier 2023       |
| [Bonus 1 - Chapitres 5-6-8-7]          |                                        |                          |                                |                       |
| 3                                      | Le cadeau du figurant                  | 凡者の贈り物             | Bonja no okurimono             | 24 janvier 2023       |
| [Bonus 2 - Chapitres 9-10 - Bonus 6-3] |                                        |                          |                                |                       |
| 4                                      | Cœur rouge et expéditeur               | 赤いハートと送り主       | Akai hāto to okurinushi        | 31 janvier 2023       |
| [Bonus 9 - Chapitres 12-16-13-14]      |                                        |                          |                                |                       |
| 5                                      | White day et sentiments                | ホワイトデーと感情の宛先 | Howaito dē to kanjō no atesaki | 7 février 2023        |
| [Chapitres 24-15-17-18]                |                                        |                          |                                |                       |
| 6                                      | Infirmerie et héros                    | 保健室と主人公           | Hokenshitsu to shujinkō        | 14 février 2023       |
| [Bonus 5 - Chapitres 19-20-21-22]      |                                        |                          |                                |                       |
| 7                                      | Pyjama party et année scolaire         | お泊まり会と次の学年     | Otomarikai to tsugi no gakunen | 16 mai 2023           |
| [Chapitres 23-25-26-27]                |                                        |                          |                                |                       |
| 8                                      | Cerisiers et désaccord                 | お花見とすれ違い         | Ohanami to surechigai          | 23 mai 2023           |
| [Chapitres 28-29-30-31]                |                                        |                          |                                |                       |
| 9                                      | Nouvelle année et changement de classe | 新学期とクラス替え       | Shin gakki to kurasugae        | 30 mai 2023           |
| [Chapitres 32-33-34-35]                |                                        |                          |                                |                       |
| 10                                     | Comparaison et dos au mur              | 背比べと壁ドン           | Seikurabe to kabedon           | 6 juin 2023           |
| [Bonus 10 - Chapitres 36-38-39-37]     |                                        |                          |                                |                       |
| 11                                     | Cinéma et muscles faciaux              | 映画館と表情筋           | Eigakan to hyōjōkin            | 13 juin 2023          |
| [Chapitres 40-41-42-43]                |                                        |                          |                                |                       |
| 12                                     | Rôle principal et cadeau               | 主役とお祝い             | Shuyaku to oiwai               | 20 juin 2023          |
| [Chapitres 46-45-47-44]                |                                        |                          |                                |                       |

## Accueil
En 2020 et 2021, Kubo Won't Let Me Be Invisible est nommé lors des Next Manga Awards, un prix du manga fondé sur un vote des lecteurs, dans la catégorie manga papier,. En septembre 2021, le tirage total du manga dépasse 1 million d'exemplaires.

### Œuvres
Édition japonaise
Kubo-san wa Mobu wo Yurusanai
1. 1 2  (ja) « 久保さんは僕を許さない 1 », sur Shūeisha (consulté le 19 janvier 2023).
2. 1 2  (ja) « 久保さんは僕を許さない 2 », sur Shūeisha (consulté le 19 janvier 2023).
3. 1 2  (ja) « 久保さんは僕を許さない 3 », sur Shūeisha (consulté le 19 janvier 2023).
4. 1 2  (ja) « 久保さんは僕を許さない 4 », sur Shūeisha (consulté le 19 janvier 2023).
5. 1 2  (ja) « 久保さんは僕を許さない 5 », sur Shūeisha (consulté le 19 janvier 2023).
6. 1 2 3  (ja) « 久保さんは僕を許さない 6 », sur Shūeisha (consulté le 19 janvier 2023).
7. 1 2  (ja) « 久保さんは僕を許さない 7 », sur Shūeisha (consulté le 19 janvier 2023).
8. 1 2  (ja) « 久保さんは僕を許さない 8 », sur Shūeisha (consulté le 19 janvier 2023).
9. 1 2  (ja) « 久保さんは僕を許さない 9 », sur Shūeisha (consulté le 19 janvier 2023).
10. 1 2  (ja) « 久保さんは僕を許さない 10 », sur Shūeisha (consulté le 19 janvier 2023).
11. 1 2  (ja) « 久保さんは僕を許さない 11 », sur Shūeisha (consulté le 19 janvier 2023).
12. 1 2  (ja) « 久保さんは僕を許さない 12 », sur Shūeisha (consulté le 18 février 2023).